# Cosmianthemum brookeae
Cosmianthemum brookeae är en akantusväxtart som beskrevs av Cornelis Eliza Bertus Bremekamp. Cosmianthemum brookeae ingår i släktet Cosmianthemum och familjen akantusväxter. Inga underarter finns listade i Catalogue of Life.